# Fińscy posłowie do Parlamentu Europejskiego 2024–2029
Fińscy posłowie X kadencji do Parlamentu Europejskiego zostali wybrani w wyborach przeprowadzonych 9 czerwca 2024, w których wyłoniono 15 deputowanych.

## Posłowie według list wyborczych
Partia Koalicji Narodowej
- Mika Aaltola
- Sirpa Pietikäinen, poseł do PE od 1 grudnia 2024[2]
- Aura Salla
- Pekka Toveri

Sojusz Lewicy
- Li Andersson
- Merja Kyllönen
- Jussi Saramo

Socjaldemokratyczna Partia Finlandii
- Maria Guzenina
- Eero Heinäluoma

Partia Centrum
- Elsi Katainen
- Katri Kulmuni

Liga Zielonych
- Ville Niinistö
- Maria Ohisalo

Perussuomalaiset
- Sebastian Tynkkynen

Szwedzka Partia Ludowa
- Anna-Maja Henriksson

Byli posłowie X kadencji do PE
- Henna Virkkunen (Kok.), do 30 listopada 2024[3]